# Segimon I del Sacre Imperi Romanogermànic
Segimon de Luxemburg (Nuremberg, 15 de febrer de 1368 - Znojmo (Moràvia), 9 de desembre de 1437) va ser un monarca que va regnar a Hongria i Croàcia des del 1387, va ser rei d'Alemanya des del 1410, rei de Bohèmia des del 1419 i emperador del Sacre Imperi Romanogermànic des del 1433 fins a la seva mort el 1437. També va ser príncep elector de Brandenburg (1378-1488 i 1411-1415). Va ser l'últim home de la Casa de Luxemburg.
El 1396 va liderar l'exèrcit europeu que va enfrontar-se als turcs a la batalla de Nicòpolis i fou derrotat per l'Imperi Otomà. Després va fundar l'Orde del Drac per seguir lluitant contra els turcs i va assegurar els trons de Croàcia, Alemanya i Bohèmia. Durant el seu regnat va impulsar i participar en el concili de Constança (1414-1418) que va acabar amb el Cisma d'Occident, però també va provocar les guerres hussites (1419-1436). Coronat emperador del Sacre Imperi Romanogermànic el 1433, va governar fins a la seva mort.
L'historiador Thomas Brady Jr. comenta que Sigismund "posseïa una amplitud de visió i un sentit de grandesa que no s'havia vist en un monarca alemany des del segle xiii". Es va adonar de la necessitat de dur a terme alhora reformes de l'Imperi i de l'Església. No obstant, les dificultats externes, els errors autoinfligits i el fet de no tenir descendència masculina van fer que el seu objectiu no es complís. Els acadèmics contemporanis consideren la manca de recursos financers com el principal obstacle que va tenir per a desenvolupar el seu programa. Més tard, els Habsburg continuarien la reforma imperial amb èxit amb els regnats de Frederic III i Maximilià I.

## Família
|  |                            |  |  |  |  |  |  |  |  |  |  |  |  |  |  |  |
|  | Enric VI de Luxemburg      |  |  |  |  |  |  |  |  |  |  |  |  |  |  |  |
|  |                            |  |  |  |  |  |  |  |  |  |  |  |  |  |  |  |
|  |                            |  |  |  |  |  |  |  |  |  |  |  |  |  |  |  |
|  | Enric VII del Sacre Imperi |  |  |  |  |  |  |  |  |  |  |  |  |  |  |  |
|  |                            |  |  |  |  |  |  |  |  |  |  |  |  |  |  |  |
|  |                            |  |  |  |  |  |  |  |  |  |  |  |  |  |  |  |
|  | Joan I de Bohèmia          |  |  |  |  |  |  |  |  |  |  |  |  |  |  |  |
|  |                            |  |  |  |  |  |  |  |  |  |  |  |  |  |  |  |
|  |                            |  |  |  |  |  |  |  |  |  |  |  |  |  |  |  |
|  | Joan I de Brabant          |  |  |  |  |  |  |  |  |  |  |  |  |  |  |  |
|  |                            |  |  |  |  |  |  |  |  |  |  |  |  |  |  |  |
|  |                            |  |  |  |  |  |  |  |  |  |  |  |  |  |  |  |
|  | Margarida de Brabant       |  |  |  |  |  |  |  |  |  |  |  |  |  |  |  |
|  |                            |  |  |  |  |  |  |  |  |  |  |  |  |  |  |  |
|  |                            |  |  |  |  |  |  |  |  |  |  |  |  |  |  |  |
|  | Carles IV del Sacre Imperi |  |  |  |  |  |  |  |  |  |  |  |  |  |  |  |
|  |                            |  |  |  |  |  |  |  |  |  |  |  |  |  |  |  |
|  |                            |  |  |  |  |  |  |  |  |  |  |  |  |  |  |  |
|  | Ottokar II de Bohèmia      |  |  |  |  |  |  |  |  |  |  |  |  |  |  |  |
|  |                            |  |  |  |  |  |  |  |  |  |  |  |  |  |  |  |
|  |                            |  |  |  |  |  |  |  |  |  |  |  |  |  |  |  |
|  | Venceslau II de Bohèmia    |  |  |  |  |  |  |  |  |  |  |  |  |  |  |  |
|  |                            |  |  |  |  |  |  |  |  |  |  |  |  |  |  |  |
|  |                            |  |  |  |  |  |  |  |  |  |  |  |  |  |  |  |
|  | Elisabet de Bohèmia        |  |  |  |  |  |  |  |  |  |  |  |  |  |  |  |
|  |                            |  |  |  |  |  |  |  |  |  |  |  |  |  |  |  |
|  |                            |  |  |  |  |  |  |  |  |  |  |  |  |  |  |  |
|  | Rodolf I d'Alemanya        |  |  |  |  |  |  |  |  |  |  |  |  |  |  |  |
|  |                            |  |  |  |  |  |  |  |  |  |  |  |  |  |  |  |
|  |                            |  |  |  |  |  |  |  |  |  |  |  |  |  |  |  |
|  | Judit d'Habsburg           |  |  |  |  |  |  |  |  |  |  |  |  |  |  |  |
|  |                            |  |  |  |  |  |  |  |  |  |  |  |  |  |  |  |
|  |                            |  |  |  |  |  |  |  |  |  |  |  |  |  |  |  |
|  | Segimon I del Sacre Imperi |  |  |  |  |  |  |  |  |  |  |  |  |  |  |  |
|  |                            |  |  |  |  |  |  |  |  |  |  |  |  |  |  |  |
|  |                            |  |  |  |  |  |  |  |  |  |  |  |  |  |  |  |
|  | Wartislau IV de Pomerània  |  |  |  |  |  |  |  |  |  |  |  |  |  |  |  |
|  |                            |  |  |  |  |  |  |  |  |  |  |  |  |  |  |  |
|  |                            |  |  |  |  |  |  |  |  |  |  |  |  |  |  |  |
|  | Bogislau V de Pomerània    |  |  |  |  |  |  |  |  |  |  |  |  |  |  |  |
|  |                            |  |  |  |  |  |  |  |  |  |  |  |  |  |  |  |
|  |                            |  |  |  |  |  |  |  |  |  |  |  |  |  |  |  |
|  | Elisabet de Pomerània      |  |  |  |  |  |  |  |  |  |  |  |  |  |  |  |
|  |                            |  |  |  |  |  |  |  |  |  |  |  |  |  |  |  |
|  |                            |  |  |  |  |  |  |  |  |  |  |  |  |  |  |  |
|  | Ladislau I de Polònia      |  |  |  |  |  |  |  |  |  |  |  |  |  |  |  |
|  |                            |  |  |  |  |  |  |  |  |  |  |  |  |  |  |  |
|  |                            |  |  |  |  |  |  |  |  |  |  |  |  |  |  |  |
|  | Casimir III de Polònia     |  |  |  |  |  |  |  |  |  |  |  |  |  |  |  |
|  |                            |  |  |  |  |  |  |  |  |  |  |  |  |  |  |  |
|  |                            |  |  |  |  |  |  |  |  |  |  |  |  |  |  |  |
|  | Elisabet de Polònia        |  |  |  |  |  |  |  |  |  |  |  |  |  |  |  |
|  |                            |  |  |  |  |  |  |  |  |  |  |  |  |  |  |  |
|  |                            |  |  |  |  |  |  |  |  |  |  |  |  |  |  |  |
|  | Gediminas de Lituània      |  |  |  |  |  |  |  |  |  |  |  |  |  |  |  |
|  |                            |  |  |  |  |  |  |  |  |  |  |  |  |  |  |  |
|  |                            |  |  |  |  |  |  |  |  |  |  |  |  |  |  |  |
|  | Aldona de Lituània         |  |  |  |  |  |  |  |  |  |  |  |  |  |  |  |
|  |                            |  |  |  |  |  |  |  |  |  |  |  |  |  |  |  |
|  |                            |  |  |  |  |  |  |  |  |  |  |  |  |  |  |  |

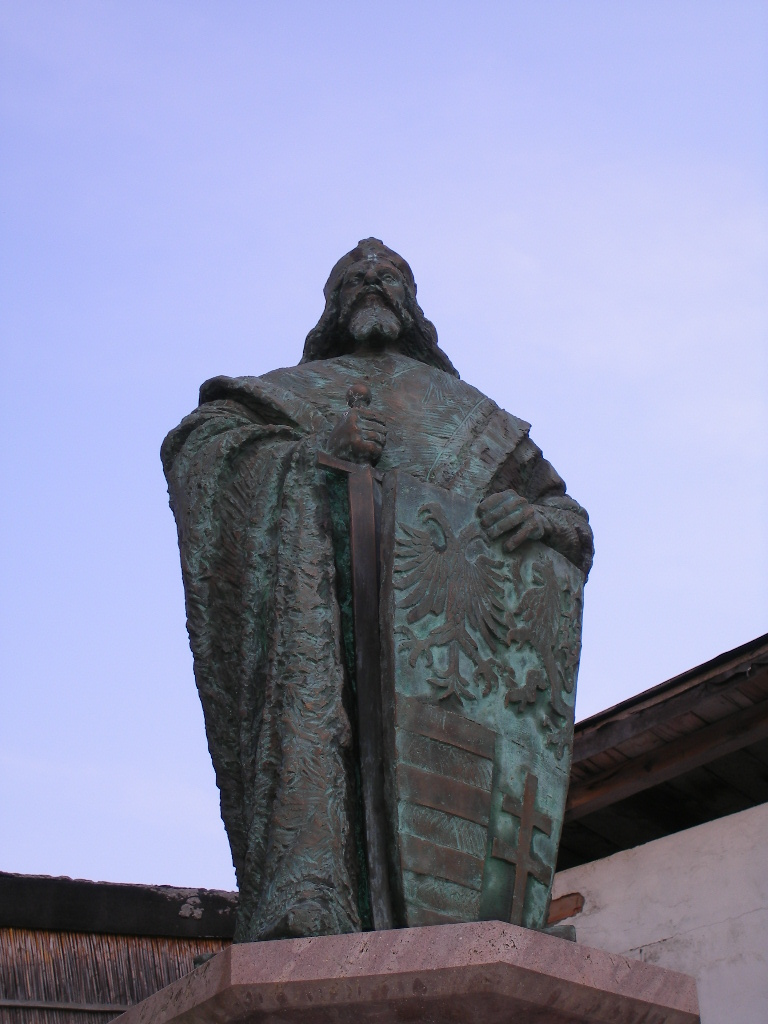
Estàuta de Sigimon. A l'escut, les armes de l'Imperi, Bohèmia i Hongria.

Segimon es va casar el 1385 amb la reina Maria I d'Hongria (1375-1395), amb qui compartí el govern del regne magiar, que va heretar a la mort d'ella. Maria morí d'una caiguda de cavall quan es trobava en avançat de gestació d'un nen que tampoc sobrevisqué.
Vers l'any 1406 Segimon es casà en segones núpcies amb Bàrbara de Celje (1392-1451), filla del comte Hermann II de Celje i cosina de la seva primera esposa. Tingueren una filla, Elisabet de Luxemburg (1409-1442), que es casaria el 1421 amb Albert d'Habsburg.

## Joventut
Segimon va néixer el 1368 a Nuremberg, fill de l'emperador Carles IV i la seva quarta esposa Elisabet de Pomerània, neta del rei Casimir III de Polònia. El 1374 el seu pare la va prometre amb Maria d'Hongria, la segona filla del rei Lluís I d'Hongria i de Polònia. La intenció de Lluís era que Maria i el seu futur marit heretessin el regne de Polònia. El jove Segimon va anar a viure a la cort hongaresa, i es convertí en gran amant del seu país adoptiu.
El 1378 va morir el seu pare, i li llegà el Marcgraviat de Brandenburg. El seu germà gran Venceslau va succeir-lo com a rei d'Alemanya i va esdevenir el tutor de Segimon.
El 1381 Venceslau va enviar a Segimon, aleshores amb sols 13 anys, a aprendre polonès a la cort polonesa a Cracòvia. Després de la mort de la seva germana gran, la seva promesa Maria hauria heretat tant Polònia com Hongria. Però els polonesos no desitjaven que la unió amb el regne hongarès continués. Quan va morir el rei Lluís I el 1382, van presentar com a candidata al tron a Eduvigis, la germana petita de Maria. Segimon va ser expulsat de Polònia, acusat d'intrigues i conspiracions.

## Rei d'Hongria
Si bé el regne d'Hongria va acabar en mans de la seva germana petita, Maria va esdevenir reina d'Hongria amb la mort del seu pare. Segimon s'hi va casar el 1385 a Zvolen. L'any següent Maria i la seva mare Elisabet de Bòsnia, que actuava com a regent del regne, van ser segrestades pels germans Horvat. Aparentment aquest segrest hauria estat orquestrat pel mateix Segimon, de disset anys, per obtenir el control del regne. Elisabet va morir estrangulada amants dels segrestadors, i Maria només va ser rescatada gràcies als venecians per intermediació del seu oncle Tvrtko I de Bòsnia. Maria mai va perdonar Segimon per la mort de la seva mare, i tot i que Segimon manà fer executar els segrestadors, des d'aleshores la parella va viure separada.
Però Segimon hauria aconseguit el seu objeciu, ja que ara havia aconseguit el govern del regne i no tenia intenció de tornar-lo a la seva esposa. Segimon es va fer coronar rei d'Hongria el 21 de març de 1387, i va hipotecar el marcgraviat de Brandenburg al seu cosí Jobst de Moràvia per disposar de fons per mantenir-se al tron hongarès. Segimon hagué de fer front a nou anys de conflictes, comprant les lleialtats dels nobles i disputant el tron a Ladislau I de Nàpols, que havia estat proclamat rei per les províncies meridionals del Save i el Drave, amb el suport del rei Tvrtko I de Bòsnia. No va ser fins al 1395 que va aconseguir el control d'Hongria. Aquell mateix any la seva dona Maria va morir el 1395 en un estrany accident de cavall quan es trobava en avançat estat de gestació.

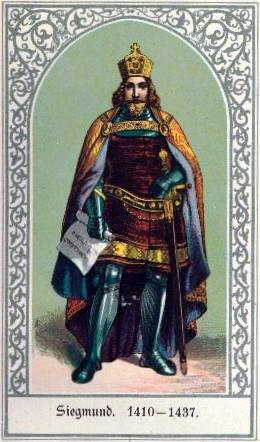
Il·lustració idealitzada de Segimon (s. XIX).

L'Imperi Otomà havia aprofitat la desestabilització d'Hongria per expandir-se cap a les ribes del Danubi. El papa Bonifaci IX va predicar una "Última Croada", que fou molt popular entre la noblesa hongaresa. El 1396 Segimon va liderar els exèrcits cristians contra els turcs, i va acampar davant la fortalesa de Nicòpolis. El soldà Baiazet I va aixecar el setge de Constantinoble i va dirigir els seus 140.000 homes per presentar batalla. Del 25 al 28 de setembre es va disputar la batalla de Nicòpolis en la qual l'exèrcit de Segimon patí una severa derrota a mans dels turcs.
Veient perillar la seva posició a Hongria, va intentar assegurar-se la successió del seu germà Venceslau a Alemanya i Bohèmia. Venceslau, que no tenia fills, el va nomenar hereu en agraïment al suport que li va donar en el conflicte amb el seu cosí Jobst de Moràvia. Però el 1400 Segimon no va poder fer res per impedir que Venceslau fos deposat com a rei d'Alemanya i expulsat del país. L'elector palatí Robert de Wittelsbach va ser coronat rei i Venceslau es va retirar al regne de Bohèmia.
L'any següent Segimon va donar suport a una revolta a Bohèmia contra el seu germà. Els revoltats van empresonar a Venceslau i van nomenar regent a Segimon, que va governar Bohèmia durant dinou mesos. El 1403 va alliberar Venceslau.
Posteriorment va dirigir la seva atenció cap als Balcans. Segimon podria haver estat darrere de la mort del rei Tvrtko de Bòsnia el 1391, i va liderar un exèrcit de 50.000 homes contra croats i bosnians. Durant l'ocupació, sovint amb traïdoria, Segimon va massacrar centenars de nobles locals. Molts d'ells, que havien estat victoriosos de nombroses batalles contra els turcs, van convertir-se a l'Islam i es van unir a l'Imepri Otomà per fugir de l'opressió de Segimon. En 1408, després de la seva victòria a la batalla de Dobor, contra els bosnians, va fundar l'Orde del Drac per defensar les fronteres dels atacs otomans i posar final a l'heretgia hussita i garantir-se la fidelitat dels nobles.
També va acceptar 300.000 ducats dels cavallers teutònics a canvi d'atacar els polonesos de Ladislau Jagelló, vidu de la germana de la seva difunta esposa. Però els seus vassalls no van voler participar en la campanya.
Ladislau I de Nàpols, incapaç de retenir Hongria enfront Segimon va vendre dels drets sobre la costa dàlmata a la República de Venècia el 1409 i els esforços venecians per assegurar el seu control van provocar la guerra hongareso-veneciana el 1411 quan Filippo Scolari, un exiliat florentí al servei de Segimon va envair el Friül entrant a Udine el 28 de setembre de 1411, després que Fantino Dandolo hagués demanat en va protecció a Ernest d'Habsburg, i el 30 de setembre va caure Cividale forçant la República a una negociació de pau, però els termes no foren acceptats per Venècia i la guerra es va reprendre per ambdós bàndols, i Carlo I Malatesta va poder derrotar Scolari a la batalla de Motta, tot i ser ferit de gravetat, havent de cedir la capitania general del l'exèrcit venecià al seu germà Pandolfo III Malatesta. Scolari va tornar a Hongria i els venecians van passar a l'ofensiva i assetjar Udine derrotant Scolari el 15 d'octubre de 1412 fins que foren expulsats per l'exèrcit dirigit per Sigismondo, que entre tant s'havia convertit en rei d'Alemanya, que va entrar a la ciutat el 13 de desembre de 1412. Després del fallit setge de Vicenza el 1412, que van delmar l'exèrcit hongarès, i l'avanç otomà als Balcans, la guerra es va cloure amb un tractat de pau de cinc anys signat el 1413, assegurant el control venecià de Dalmàcia.

## Rei d'Alemanya

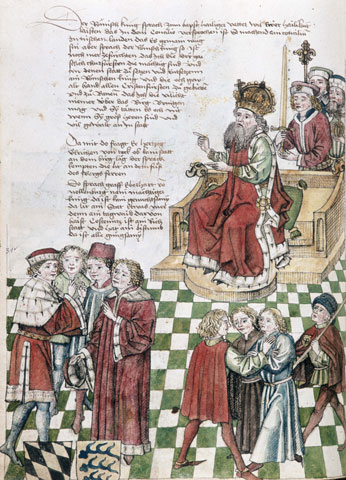
Segimon presidint el concili de Constança, segons la Crònica contemporània d'Ulrich Richental.

A la mort del rei Robert d'Alemanya el 1410 els set prínceps electors es van tornar a reunir per escollir un successor. Les demandes de Venceslau per recuperar el tron van ser ignorades, i Segimon rebé tres vots que el deixaren per darrere del seu cosí Jobst de Moràvia, que en rebé quatre. Però Jobst va morir el 18 de gener de 1411 i finalment Venceslau va renunciar als seus drets en favor del seu germà, de manera Segimon va ser escollit Rei dels Romans en una segona votació el 21 de juliol del mateix any.
Aprofitant les dificultats per les que passava el papa Joan XXIII de Pisa va aconseguir forçar la convocatòria d'un concili a Constança per posar fi al Cisma d'Occident, i convençut que la Guerra dels Cent Anys entre França i Anglaterra era un obstacle per resoldre el Cisma d'Occident va signar del tractat de Canterbury el 15 d'agost de 1416 amb Enric V d'Anglaterra donant lloc a una aliança defensiva i ofensiva contra França i obrint el camí cap a unificació de l'església. L'estreta relació que es va desenvolupar entre Enric V i Segimon va fer que fos inclòs a l'Orde de la Garrotera.
Segimon va prendre part en les deliberacions del concili, que va acabar el 1418 amb la deposició dels tres papes (Benet XIII, Gregori XII, i Joan XIII) i l'elecció d'un de nou. El Papa Benet es va negar a acceptar la seva deposició i va fugir a Peníscola, on es quedà a viure fins a la seva mort.
Durant el concili, un dels cardenals va atrevir-se a corregir el llatí de Segimon (havia declinat "cisma" com un mot femení en comptes de neutre). Segimon li respongué amb una rèplica que es feu famosa:
| « | Ego sum rex romanus et super grammaticam ("Jo sóc rei dels romans i estic per sobre de la gramàtica") | » |

Durant el concili, el juliol de 1415, el reformador religiós txec Jan Hus va ser cremat a la foguera. Posteriorment s'acusaria a Segimon, que li havia garantit un salconduit i havia protestat quan fou empresonat, de ser còmplice de l'execució.

## Rei de Bohèmia

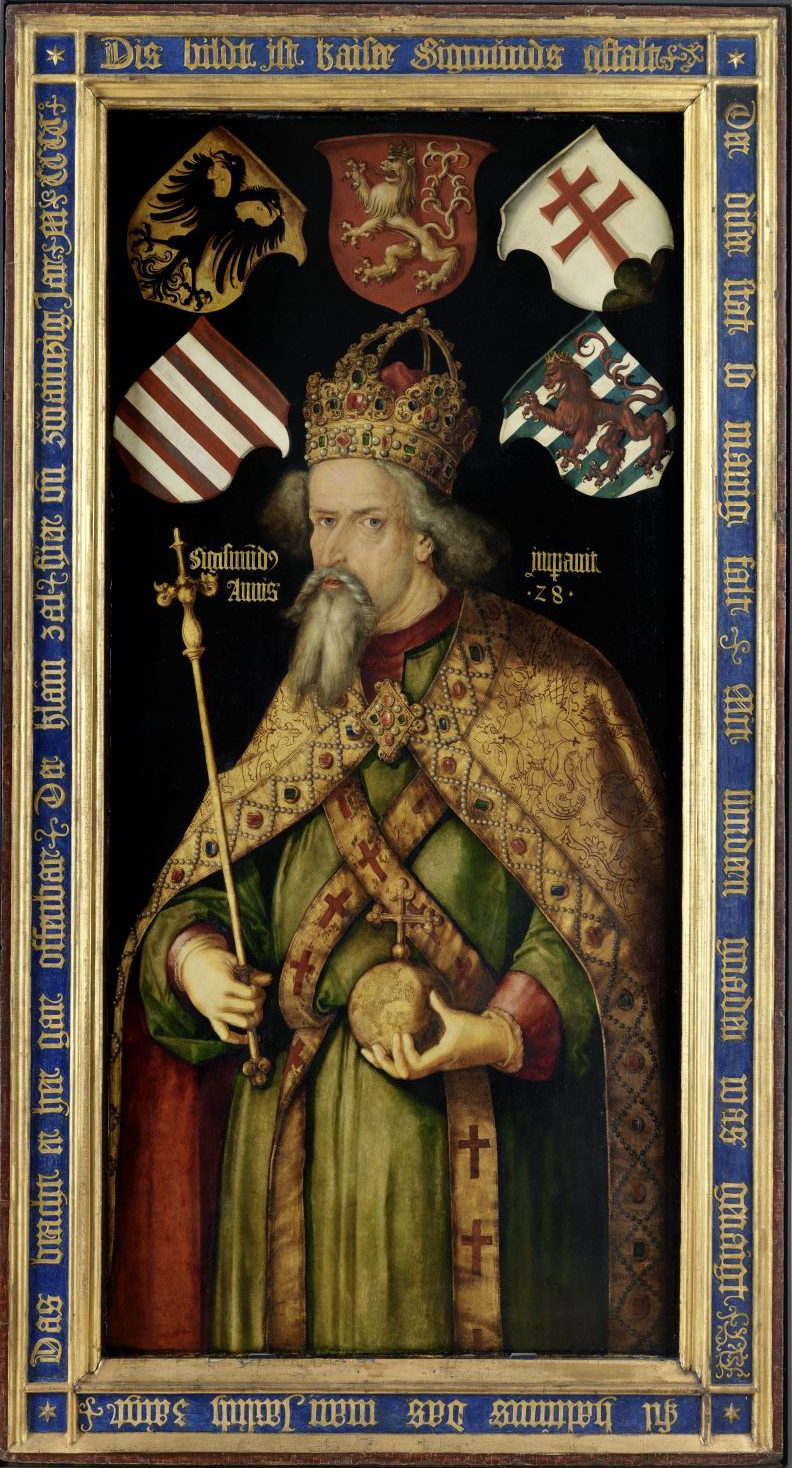
Segimon amb els escuts dels seus regnes: l'àguila bicèfala imperial, el lleó bohemi, el mont amb la creu i les barres hongareses, i el lleó luxemburguès. (Albrecht Dürer, v. 1512)

La mort del seu germà Venceslau el 1419 el va convertir en rei de Bohèmia. Els txecs, però, en desconfiaven acusant-lo d'haver traït a Jan Hus, i esclatà una revolta. Segimon va declarar la seva intenció de perseguir els heretges i s'iniciaren les guerres hussites.
Segimon va deixar a Sofia de Baviera, la vídua de Venceslau, com a regent del regne. Però les diferents faccions hussites, amb molt suport entre la noblesa, van prendre el poder.
Les tres campanyes que Segimon va dur a terme tres campanyes per tal de derrotar els hussites i obtenir el control del regne van fracassar. Els prínceps alemanys no tenien interès a ajudar a Segimon a establir-se a Bohèmia, i mentrestant l'Imperi Otomà tornava a atacar Hongria. El 1428 va liderar una nova campanya contra l'Imperi Otomà, amb resultats minsos.
Tot i que els títols de rei dels Romans, d'Hongria i de Bohèmia li donaven gran prestigi, el poder real de Segimon era molt limitat i les seves finances precàries. Només al regne d'Hongria va aconseguir establir-s'hi com a monarca amb autoritat.
L'any 1431 va anar a Milà on el 25 de novembre va rebre la Corona de Ferro d'Itàlia. Es passà un temps a Siena des d'on negocià amb el papa Eugeni IV la seva coronació com a emperador. Finalment va ser coronat a Roma el 31 de maig de 1433.
El títol d'emperador, i un compromís doctrinal assolit entre l'Església i els hussites, van permetre a Segimon fer efectiu el seu títol de rei de Bohèmia. El 1436, disset anys després de la mort del seu germà, va aconseguir els txecs el reconeguessin com a sobirà. Tot i el reconeixement, però, el seu poder era poc més que nominal.
Va morir el 19 de desembre de 1437 a Znaim (Moràvia), i va ser enterrat a Nagyvárad (Hongria). Havia nomenat com a successor al duc d'Àustria Albert V, el marit de la seva única filla. Com que ni ell ni el seu germà havien tingut fills mascles, la Casa de Luxemburg es va extingir amb la seva mort.